# Arnold van Wyk
Arnoldus Christiaan Vlok van Wyk, dit Arnold van Wyk, né le 26 avril 1916 à Calvinia, en Afrique du Sud et mort le 27 mars 1983 à Stellenbosch, est un compositeur de « musique savante » sud-africain, membre d'un trio informel, qu'il forme avec Hubert du Plessis et Stefans Grové. Malgré les lois strictes imposées par le gouvernement de l'apartheid de son vivant, son homosexualité est tolérée par les autorités tout au long de sa carrière en raison de la nature nationaliste de sa musique.

## Jeunesse
Arnoldus Christiaan Vlok van Wyk naît le 26 avril 1916 à la ferme Klavervlei, non loin de Calvinia, petite ville de la province du Cap-Nord en Afrique du Sud. Il est le sixième d'une fratrie de huit enfants. Sa mère, Helena van Dyk, est issue d'une famille aisée qui descendrait du peintre de la cour du XVIIe siècle, Antoine van Dyck. Le couple se marie à une période où l'agriculture offre des espoirs de sécurité financière, mais le père de Van Wyk n'est pas un gestionnaire efficace de l'entreprise familiale. On sait peu de choses sur l'enfance de van Wyk, seulement peut-on supposer qu'elle a été difficile. 
Plusieurs membres de la famille, dont la mère et les sœurs aînées de Van Wyk, font preuve de talent dans la musique, mais n'ont pas la possibilité de recevoir une éducation musicale.

## Éducation musicale
Van Wyk prend occasionnellement des leçons de piano auprès de sa sœur « préférée », Minnie, et bientôt il « improvise au piano des histoires dramatiques, commandées par quelqu'un d'assez généreux pour lui payer six pences ». À 16 ans, Van Wyk est envoyé au pensionnat « Stellenbosch Boys' High School » à Stellenbosch. Il y prend des leçons de piano, d'abord avec le violoncelliste Hans Endler puis avec C. E. van der Merwe. 
Sa mère meurt à l'hôpital Somerset du Cap peu après, suivie quelques semaines plus tard par la mort de sa sœur aînée. L'année suivante, à l'âge de dix-sept ans, il tente d'obtenir une bourse de piano à l'étranger, sans y parvenir. Il accepte un emploi au Cap, au sein du service des réclamations d'une compagnie d'assurance. Pendant ce temps, il prend contact avec Charles Weich, critique musical du journal afrikaans Die Burger, qui l'invite à se produire pour la première fois lors d'un concert « de compositeurs sud-africains inconnus » organisé par l'Oranjeklub. L'évènement donne un public aux œuvres de Van Wyk et lui permet de se faire connaître.

## Apprentissage à Londres
En 1938, Van Wyk commence des études à l'université de Stellenbosch, afin d'obtenir un Bachelor of Arts. Il interrompt ses études pour étudier à la Royal Academy of Music de Londres. Il est alors le premier compositeur sud-africain à recevoir une bourse Performing Right pour y étudier, initialement accordée pour une année universitaire seulement. Van Wyk reçoit l'autorisation d'y poursuivre ses études jusqu'en 1944. Pendant ses études à la Royal Academy, Van Wyk est récompensé de nombreux prix, dont la Médaille de la Worshipful Company of Musicians de 1941, décernée à l'étudiant le plus distingué de l'Académie. Van Wyk confie ses inquiétudes au sujet de sa première formation professionnelle auprès de son professeur, Theodor Holland. Après quelques mois à la Royal Academy, Van Wyk écrit dans une lettre :

« Ce soir, après avoir fait quelques exercices, j'ai joué certaines de mes pièces précédentes - la « Nocturne », les « Bagatelles », la « Romanza » et la « Mazurka » et cela m'a mis dans une belle humeur sentimentale bleue. Il serait naturel d'écrire une lettre bleue, avec des moments violets et des cadences mauves, mais je ferai de mon mieux pour ne pas vous infliger cela. Le contact avec les Anglais m'a appris l'indécence de l'émotion ; il m'a appris que l'émotion nue est aussi impardonnable que de marcher dans la rue sans pantalon. Je n'ai pas encore décidé si je suis un homme meilleur maintenant que j'ai assimilé cette philosophie. »

Pendant le séjour de Van Wyk à la Royal Academy, ses œuvres sont jouées lors de plusieurs concerts d'étudiants, dont son Concerto pour violon, dirigé par Sir Henry Wood et interprété par sa camarade Doreen Cordell en 1940. Pour compléter ses revenus, Van Wyk est employé à la section afrikaans, récemment créée, de la BBC, où il travaille comme annonceur, traducteur, concepteur de programmes et lecteur de nouvelles, pour le reste de son temps à Londres. Grâce à cette nomination à la BBC, il rencontre le compositeur et musicologue britannique Howard Ferguson, qui est « immensément impressionné par la beauté et l'originalité » de ses œuvres[réf. souhaitée].  Une relation forte se développe à partir de ce moment et aboutit à la représentation de plusieurs œuvres de Wyk sur des scènes à travers le Royaume-Uni, au cours de son séjour de huit ans dans le pays.
La première de ces représentations publiques comprend les « Cinq élégies pour quatuor à cordes » de Van Wyk, interprétées dans le cadre des concerts de la National Gallery. Parmi les autres œuvres interprétées, ses deux œuvres en duo pour piano, « Trois Improvisations sur des chansons populaires néerlandaises », et les variations intitulées « Poerpasledam », une adaptation en afrikaans du français « pour passer le temps ». D'autres œuvres interprétées pendant le séjour de Van Wyk en Angleterre sont sa première symphonie, également dirigée par Sir Henry Wood, dans le cadre d'une émission spéciale de la BBC lors des célébrations de la fête de l'Union en Afrique du Sud en 1943, et la « Saudade pour violon et orchestre », interprété par la violoniste Olive Zorian lors d'un concert sur la promenade du Royal Albert Hall, dirigé par Sir Adrian Boult.
Certains critiques remettent en question la popularité de Van Wyk auprès du public anglais et font valoir le fait que la BBC assure la promotion de ses œuvres dans le cadre d'une campagne plus large de soutien aux Afrikaners, qui font partie des forces alliées de la Seconde Guerre mondiale.
Wyk retourne en Afrique du Sud en 1946 après la fin de la Seconde Guerre mondiale.

## Retour en Afrique du Sud
Lorsque Van Wyk revient en Afrique du Sud au début de décembre 1946, il reçoit « un accueil chaleureux ». Son retour suscite un intérêt pour la « musique savante » sud-africaine, motivé par des préoccupations nationalistes.  Au cours des deux années suivantes, Wyk travaille comme compositeur et interprète indépendant et réalise plusieurs tournées de récitals de piano dans toute l'Union sud-africaine. Cette série de concerts est organisée par le Reddingsdaadbond de l'époque, une organisation créée en 1939 pour promouvoir et investir dans des projets culturels à travers l'Union sud-africaine. Les concerts ont pour but de cultiver le goût pour la musique classique chez les Afrikaners ruraux.

## Nationalisme musical
Des critiques musicaux comme Josef du Preez remettent en question le « style nationaliste » qui apparaît dans les œuvres de van Wyk. Lors d'une conférence publique en 1955 au cours d'une réunion de la section Commonwealth de la Royal Society of Arts, Stewart Hylton-Edwards souligne que Van Wyk, selon lui, ne serait pas capable « d'écrire de la musique anglaise jusqu'à la fin de ses jours ». D'autres soutiennent que Van Wyk se sent exploité par les nationalistes et qu'ils ne s'intéressent en fait qu'à sa contribution au processus de promotion de la musique savante sud-africaine. Wyk n'est pas satisfait de ses relations avec la South African Broadcasting Corporation (SABC), qui lui commande fréquemment des œuvres.
En Afrique du Sud, Van Wyk continue à travailler sur sa « Kersfees Kantata » (Cantate de Noël), une œuvre qu'il commence à composer à Londres. Pour éviter toute connexion avec les nationalistes afrikaners, Van Wyk accepte un poste de maître de conférences en musique à l'Université du Cap, un poste qui « lui promet la sécurité tout en lui laissant du temps pour la composition et le piano ». Il termine sa Deuxième Symphonie durant cette période, une œuvre commandée par et pour le Festival Van Riebeeck de 1952. Il termine également son œuvre orchestrale « Rhapsodie », en 1951.
Plusieurs chercheurs affirment que les chansons de Van Wyk représentent son plus beau travail. Après sa rhapsodie vient un important cycle de chansons : Van Liefde en Verlatenheid, salué par le critique Malcolm Rayment comme « l'une des contributions les plus importantes de notre temps à la littérature des chansons »,. La première représentation de Van Liefde en Verlatenheid a lieu au festival de musique de l'université du Cap en 1953. Van Wyk retourne brièvement à Londres de 1954 à 1956, pour une série de concerts. Pendant ce temps, il travaille principalement sur une œuvre pour piano : Nagmusiek, à la mémoire de son ami Noel Mewton-Wood, pianiste d'origine australienne qui se suicide en 1953.
Bien que Van Wyk ait composé simplement parce qu'il voulait créer de « belles choses », son lien avec les idéologies du nationalisme afrikaner est évident. Pour le Festival de l'Union à Bloemfontein en 1960, Van Wyk écrit l'une de ses œuvres les plus importantes jusqu'à cette époque, la suite symphonique « Primavera », importante par sa longueur ainsi que par sa proéminence parmi ses œuvres orchestrales. Elle comprend quatre mouvements joués sans interruption, dont le troisième fait largement usage d'un minnesang, tel qu'utilisé par le poète allemand du XIIIe siècle Neidhart von Reuenthal. 
Vers la fin de sa carrière, Van Wyk est particulièrement attiré par l'idée de composer des œuvres vocales non accompagnées, comme son Aanspraak virrie latenstyd, de 1973 à 1983, et sa Missa in illo tempore en 1979. Il déclare lors d'un entretien : « Pour le moment, c'est la chose qui m'émeut le plus ; l'idée de gens qui chantent sans instruments. Peut-être que cela a quelque chose à voir avec la direction que prend le monde. ».

## Importance
En 1952, Van Wyk est nommé membre de la Royal Academy et effectue plusieurs voyages en Europe. Des performances importantes en dehors du Royaume-Uni et de l'Afrique du Sud comprennent une représentation de son « Eerste Strykkwartet » (premier quatuor à cordes) à Bruxelles pour la Société internationale de musique contemporaine en 1950 et une représentation de son cycle de chansons « Van liefde en Verlatenheid » pendant le festival de la société en Israël en 1954. Au cours de ce festival, van Wyk reçoit le Prix Jeunesses Musicales. Son cycle de chansons jouées au festival est si bien accueilli qu'il est joué à plusieurs reprises la même année aux Pays-Bas, à Londres et à Oslo. Van Wyk est nommé docteur honoris causa en musique par l'Université du Cap en 1972 et par l'université de Stellenbosch en 1981. 

## Style de composition et développement
Malgré les reconnaissances et les éloges de la critique que Van Wyk reçoit de son vivant pour ses œuvres, il ne sera jamais pleinement satisfait de ses œuvres. Par conséquent, la majorité sont souvent révisées après la première représentation. Au total, en excluant ses révisions d'œuvres, Van Wyk ne compose que vingt-sept œuvres musicales au cours de sa vie. Les développements stylistiques les plus fondamentaux de Van Wyk prennent forme en Europe au cours de sa jeunesse. Comme de nombreux contemporains de Van Wyk à l'époque, il estime que la stature de tout compositeur, et plus important encore, d'un compositeur d'Afrique du Sud, doit être mesurée par le paysage européen du mérite artistique et des valeurs esthétiques. Howard Ferguson déclare à propos de son éthique de travail : 

« C'est un travailleur lent et méticuleux, également très critique de lui-même, comme en témoigne son habitude de réviser les œuvres après leur première représentation, voire de les retirer complètement. On se demande même parfois s'il n'est pas enclin à être trop critique de lui-même » »

Les premiers idiomes musicaux de Van Wyk reflètent les traditions musicales romantiques tardives et sont tonals et « néo-romantiques ». Van Wyk est conscient des limites stylistiques de sa propre musique, mais suit également le développement des compositions européens dits « postmodernes », avec des compositeurs tels que Hindemith, Stravinsky et Schoenberg.
Ses développements compositionnels changent radicalement à partir du moment où il reçoit une formation en composition, au Royaume-Uni. Il rejette les traditions de ses contemporains anglais, tels que Britten et Walton, et suit plutôt ses instincts musicaux. Comme le rappelle Van Wyk, il compose instinctivement, sans avoir à expliquer chaque étape de manière logique. En tant que pianiste de concert et adepte des idéologies romantiques, Van Wyk s'intéresse aux œuvres pour piano de compositeurs tels que les œuvres tardives de Beethoven, Chopin et Liszt. Ce « manque de direction créative intérieure forte » est également évident dans « l'utilisation fréquente par van Wyk de matériel importé de divers types comme points de départ de base pour un traitement musical ultérieur », d'après Stephanus Muller. 
Durant son séjour au Royaume-Uni, et grâce à son amitié avec Ferguson, van Wyk échange avec d'autres compositeurs comme Ralph Vaughan Williams et Gerald Finzi, tous deux suivent la « vague après » des idiomes tonals post-Elgar. Peu de temps après, il s'intéresse aux techniques de composition de Benjamin Britten, qui prend exempe sur des compositeurs tels qu'Igor Stravinsky, Alban Berg et Gustav Mahler. Ce qui attire le plus van Wyk est la capacité de Britten à composer de la musique reflétant les idées du commentaire social.
Un autre facteur dans le développement de la composition de van Wyk est son amour et son intérêt intenses pour la littérature et la poésie. Comme la création de « belles choses » est pour lui une préoccupation majeure, il inclut souvent des poèmes ou expressions artistiques dans ses compositions, issus de personnalités telles que N. P. van Wyk Louw. Il utilise souvent la poésie et la littérature comme point de départ pour l'établissement de titres de composition : « Vier Weemoedige Liedjies », « Van Liefde en Verlatenheid » et « Vyf Elegieë vir Strykkwartet ». Les textes que Van Wyk sélectionne pour ses compositions représentent souvent des sentiments nostalgiques, souvent des expressions de pessimisme ou des signes d'isolement. 

## Héritage
Après sa mort en 1983, plusieurs chercheurs lui rendent hommage pour sa contribution à la musique savante sud-africaine. Certains de ces hommages soulignent cependant à quel point les compositions de Van Wyk reflètent l'idéologie du nationalisme afrikaner. D'autres commentaires analytiques replacent ses œuvres dans le contexte de l'évolution compositionnelle du compositeur. Il y a peu de tentatives pour placer les œuvres dans un contexte plus large de développement compositionnel dans un contexte spécifiquement sud-africain, en grande partie en raison d'un style individuel difficile à catégoriser.
Dans un hommage à Van Wyk après sa mort, musicologue sud-africain Jacques-Pierre Malan écrit que la création d'une musique d'art abstrait sud-africain « est l'œuvre d'un seul homme, le prophète de la musique sud-africaine, Arnold van Wyk ». Selon Malan, « Il est notre premier maître du son souverain, le premier à attirer l'attention à l'étranger en tant qu'artiste créateur, le premier à créer localement, entre tous les maîtres étrangers, la possibilité d'établir une propre musique de la plus haute qualité, le premier à faire de la musique les réalisations comptent autant que toutes les autres réalisations, pour ne citer que quelques-unes des "premières" »[réf. souhaitée]. 
En 2014, le musicologue sud-africain Stephanus Muller publie Nagmusiek, qui fournit à la fois des analyses savantes et des interprétations romancées de la vie et des œuvres d'Arnold van Wyk. Muller reçoit le « prix UJ pour un premier roman » en 2015 pour sa publication.
Le département de musicologie de l'université de Stellenbosch ajoute un cours de musique sud-africaine au programme en 2017, qui étudie les œuvres de Van Wyk, Hendrik Hofmeyr, William Henry Bell, Jeanne Zaidel-Rudolph et Andile Khumalo.